# Battleground 2015
Battleground (2015) was een professioneel worstel-pay-per-view (PPV) en WWE Network evenement dat georganiseerd werd door WWE. Het was de 3e editie van Battleground en vond plaats op 19 juli 2015 in het Scottrade Center in St. Louis, Missouri.

## Matches
| Nr. | Match | Winnaar(s)             | Opmerkingen | Bron  |
| --- | --- | ---------------------- | --- | ----- |
| 1   | King Barrett vs. R-Truth                                                                                               | King Barrett           | Eén-op-één match voor Barrett's King of the Ring kroon.                                                                | [ 2 ] |
| 2   | Randy Orton vs. Sheamus                                                                                                | Randy Orton            | Eén-op-één match. | [ 2 ] |
| 3   | The Prime Time Players (Darren Young & Titus O'Neil) (c) vs. The New Day (Big E & Kofi Kingston) (met Xavier Woods)    | The Prime Time Players | Tag Team match voor het WWE Tag Team Championship.                                                                     | [ 2 ] |
| 4   | Bray Wyatt vs. Roman Reigns                                                                                            | Bray Wyatt             | Eén-op-één match. | [ 2 ] |
| 5   | Charlotte (met Becky Lynch & Paige) vs. Brie Bella (met Alicia Fox & Nikki Bella) vs. Sasha Banks (met Naomi & Tamina) | Charlotte              | Triple Threat match.                                                                                                   | [ 2 ] |
| 6   | John Cena (c) vs. Kevin Owens by submission                                                                            | John Cena              | Eén-op-één match voor het WWE U.S. Championship.                                                                       | [ 2 ] |
| 7   | Brock Lesnar vs. Seth Rollins (c)                                                                                      | Brock Lesnar           | Eén-op-één match voor het WWE World Heavyweight Championship. Lesnar won door diskwalificatie, maar won de titel niet. | [ 2 ] |